# 异叶糯米团
异叶糯米团（学名：Gonostegia pentandra var. akoensis）为荨麻科糯米团属下的一个变种。

## 扩展阅读
- 維基物種上的相關：异叶糯米团